# R254公路 (俄羅斯)
R254公路，原編號M51，又称额尔齐斯公路（Иртыш）是俄羅斯的一條幹線公路，連接車里雅賓斯克和新西伯利亞，全長1,528公里。其中車里雅賓斯克至鄂木斯克段是歐洲E30公路的一部分，全段亦為泛亞公路AH6的一部分。
在原先使用M51编号的时代，库尔干和鄂木斯克之间的路段位于哈萨克斯坦北部城市彼得罗巴甫尔。此段未随俄罗斯一同变更编号，可参考该国M51公路条目。

## 沿途主要城市

### 西段
- 車里雅賓斯克
- 庫爾干

### 东段
- 鄂木斯克
- 新西伯利亞